# Tecno Camon 40
Tecno Camon 40, Tecno Camon 40 Pro, Tecno Camon 40 Premier et Tecno Camon 40 Pro 4G sont des smartphones Android développés et commercialisés par Tecno Mobile. Annoncés le 3 mars 2025 à MWC 2025,, ces appareils font partie de la gamme Camon, connue pour ses capacités avancées en photographie mobile.
Tecno est sur le point d'ouvrir la voie à un nouveau niveau d'intelligence artificielle (IA), marquant une avancée significative dans le domaine technologique. Cette initiative promet de révolutionner les capacités et les applications de l'IA, en introduisant des innovations qui pourraient transformer divers secteurs industriels et quotidiens,.

## Caractéristiques
Les modèles de la série Tecno Camon 40 sont conçus pour offrir des performances équilibrées avec une attention particulière à la photographie. Ils fonctionnent sous Android avec l'interface utilisateur HIOS développée par Tecno.

## Modèles

### Tecno Camon 40
Tecno Camon 40 est le modèle de base de la série. Il est équipé d'un écran LCD de 6,6 pouces avec une résolution Full HD+. Son processeur MediaTek Helio G85 est associé à 6 Go de RAM et 128 Go de stockage interne, extensible via carte microSD. Son module photo principal est doté d'un capteur de 50 MP, accompagné d'un capteur de profondeur de 2 MP. Il embarque une batterie de 5000 mAh avec une charge rapide de 18W.

### Tecno Camon 40 Pro
Tecno Camon 40 Pro se distingue par un écran AMOLED de 6,78 pouces avec un taux de rafraîchissement de 120 Hz. Il est équipé d'un processeur MediaTek Helio G99 Ultra, de 8 Go et 12 Go de RAM et de 256 Go de stockage. Son système de caméra intègre un capteur principal de 50 MP avec stabilisation optique (OIS) et un ultra grand-angle de 8 MP. La batterie de 5200 mAh prend en charge une charge rapide de 45W.

## Tecno Camon 40 Pro 4G
Tecno Camon 40 Pro 4G partage la plupart des caractéristiques du modèle Pro, mais se distingue par sa connectivité limitée à la 4G. Il est équipé d'un processeur Mali-G57 MC2 et d'une batterie de 5200 mAh avec charge rapide de 45W.

## Logiciel
Tous les modèles de la série Tecno Camon 40 fonctionnent sous Android 15 avec l'interface HIOS 15, apportant diverses optimisations et fonctionnalités centrées sur l'intelligence artificielle et la photographie.

## Réception et critiques
Les Tecno Camon 40 ont été bien accueillis par les critiques, en particulier pour leurs capacités photographiques et leur autonomie. Cependant, certains utilisateurs ont noté une amélioration possible dans la gestion logicielle et les mises à jour logicielles de Tecno. Ils bénéficieront de cinq années de mises à jour logicielles,,, comprenant des mises à jour de sécurité régulières ainsi que des améliorations de fonctionnalités. Cette période de support est conforme aux standards de l'industrie pour assurer la pérennité des appareils, permettant aux utilisateurs de bénéficier des dernières innovations logicielles, de nouvelles fonctionnalités et d'une protection renforcée contre les vulnérabilités de sécurité. Ces mises à jour permettront également aux appareils de rester compatibles avec les évolutions d'Android, garantissant une expérience utilisateur optimale pendant toute la durée de vie de l'appareil.